# Roger Bart
Roger Bart   (Norwalk, 29 de setembre de 1962) és un cantant i actor estatunidenc, guardonat amb els premis Tony, Drama Desk i Screen Actors Guild. Roger Bart és fill d'un professor i d'una enginyera química, i es crià a Bernardsville, Nova Jersey. El seu oncle és el periodista Peter Bart.

## Carrera
Va debutar a Broadway amb Big River com a Tom Sawyer el 1987. Entre d'altres teatrals estan Jonathan al musical King David, de Alan Menken/Tim Rice, Harlequin al Triumph of Love, Snoopy al revival de Broadway a (pel qual guanyà els Premis Drama Desk i Tony), Carmen Ghia i després Leo Bloom a The Producers (sent nominat pel Tony i pel Drama Desk) i The Frogs al Lincoln Center, on es reuní amb els seus companys de "Producers" Nathan Lane i Susan Stroman.
El 1996 i 1997, Bart aparegué com a Bud Frump a la gira nacional de How to Succeed in Business Without Really Trying. A televisió, Bart interpretà el fill de George Carlin a The George Carlin Show (1994) i a Bram and Alice (2002), interpretà l'assistent de Bram, Pul Newman. Esdevingué molt conegut entre els espectadors per la seva interpretació de George Williams, el farmacèutic assassí enamorat de Bree Van de Kamp (Marcia Cross), a Desperate Housewives, que li donà un Premi SAG.
Bart doblà les cançons del protagonista a les pel·lícules de The Walt Disney Company Hèrcules, i a Lady and the Tramp II: Scamp's Adventure. El 2004 actuà al remake de Les dones perfectes, amb Nicole Kidman, Matthew Broderick, Bette Midler, Christopher Walken i Glenn Close; i a The Producers (2005), on tornà a interpretar a Carmen Ghia.
Al desembre del 2006, Bart interpretà a Howard "The Weasel" Montague a la mini-sèrie The Lost Room del Sci Fi Channel. El 2007 protagonitzà com a Hostel: Part II, la seqüela de Hostel. El 2007 realitzà papers de repartiment a American Gangster, i a Spy School. El 2008 aparegué a Harold & Kumar Escape from Guantanamo Bay, la seqüela de Harold & Kumar Go to White Castle, i a Midnight Meat Train.
Bart també creà el personatge protagonista del Dr. Frederick Frankenstein a l'adaptació musical de la pel·lícula de Mel Brooks El jove Frankenstein, que s'estrenà a Broadway al novembre del 2007. Després de l'estada a Broadway, realitzà una gira pels Estats Units entre 2009 i 2010.

### Teatre
| Any       | Títol                            | Paper                                          | Notes |  |
| --------- | -------------------------------- | ---------------------------------------------- | --- |  |
| 1987      | Big River                        | Tom Sawyer (substitució)                       | |  |
| 1989      | Up Against It                    | Christopher Low                                | |  |
| 1991      | Enric IV, part 1                 | Thomas/Francis                                 | |  |
| 1991      | Enric IV, part 2                 | Thomas/Francis                                 | |  |
| 1999      | Fully Committed                  | Performer                                      | |  |
| 1997      | King David                       | Jonathan                                       | |  |
| 1997–1998 | Triumph of Love                  | Harlequin                                      | |  |
| 1999      | You're A Good Man, Charlie Brown | Snoopy                                         | Premi Tony al Millor Actor de Repartiment de Musical Premi Drama Desk a Actor de Repartiment Més Destacat en un Musical                                     |  |
| 2001–2007 | The Producers                    | Carmen Ghia (original) Leo Bloom (substitució) | Nominat al Premi Tony al Millor Actor de Repartiment de Musical (2001) Nominat al Premi Drama Desk a Actor de Repartiment Més Destacat en un Musical (2001) |  |
| 2004      | The Frogs                        | Xanthias                                       | |  |
| 2007–2009 | Young Frankenstein               | Dr. Frankenstein                               | |  |
| 2016      | Disaster!                        | Tony                                           | Nederlander Theatre |  |
| 2019      | Hercules                         | Hades                                          | Delacorte Theatre |  |

### Cinema
| Any  | Títol                                     | Paper                  | Notes |
| ---- | ----------------------------------------- | ---------------------- | ----- |
| 1997 | Hèrcules                                  | Jove Hèrcules          |       |
| 1999 | El dilema                                 | Seelbach Hotel Manager |       |
| 2001 | Lady and the Tramp II: Scamp's Adventure  | Scamp                  |       |
| 2004 | Les dones perfectes                       | Roger Bannister        |       |
| 2005 | Els productors (The Producers)            | Carmen Ghia            |       |
| 2006 | I Want Someone to Eat Cheese With         | Burl Cannalo           |       |
| 2007 | Hostel: Part II                           | Stuart                 |       |
| 2007 | American Gangster                         | US Attorney            |       |
| 2008 | Spy School                                | Principal Hampton      |       |
| 2008 | Harold & Kumar Escape from Guantanamo Bay | Dr. Beecher            |       |
| 2008 | The Midnight Meat Train                   | Jurgis                 |       |
| 2009 | Law Abiding Citizen                       | Brian Bringham         |       |
| 2012 | Excision                                  | Bob                    |       |
| 2012 | April Apocalypse                          | Jack                   |       |
| 2012 | Freaky Deaky                              | Gerry                  |       |
| 2012 | A Green Story                             | Johnson                |       |
| 2012 | Smiley                                    | Professor Clayton      |       |

### Televisió
| Any       | Títol                             | Paper                        | Notes                                                                                     |
| --------- | --------------------------------- | ---------------------------- | ----------------------------------------------------------------------------------------- |
| 1994      | The George Carlin Show            | George's son                 | Episodi: "George Gets a Big Surprise"                                                     |
| 2000      | Law & Order: Special Victims Unit | Benjy Dowe                   | Episodi: "Closure"                                                                        |
| 2000      | Law & Order                       | Alec Hughes                  | Episodi: "Surrender Dorothy"                                                              |
| 2001      | Great Performances                | Ell mateix                   | Episodi: "Recording The Producers: A Musical Romp with Mel Brooks"                        |
| 2002      | Bram and Alice                    | Paul                         | 8 Episodis                                                                                |
| 2005      | Out of Practice                   | Lou Pimsky                   | Episodi: "Losing Patients"                                                                |
| 2006      | My Ex Life                        |                              |                                                                                           |
| 2005–2012 | Desperate Housewives              | George Williams              | 16 Episodis Premi del Sindicat d'Actors al millor repartiment en una comèdia de televisió |
| 2006      | The Lost Room                     | Howard "The Weasel" Montague | 2 Episodis                                                                                |
| 2009      | 30 Rock                           | Brad Halster                 | Episodi: "Cutbacks"                                                                       |
| 2010      | CSI: Miami                        | Bob Starling                 | 2 Episodis                                                                                |
| 2010      | Human Target                      | John Doe                     | Episodi: "Dead Head"                                                                      |
| 2011      | Medium                            | Dennis Caruso                | Episodi: "Me Without You"                                                                 |
| 2011      | Traffic Light                     | Marty                        | Episodi: "Pilot"                                                                          |
| 2011      | The Event                         | Richard Peel                 | 10 Episodis                                                                               |
| 2012      | CSI: Crime Scene Investigation    | Jeffrey Fitzgerald           | Episodi: "Tressed to Kill"                                                                |
| 2012      | Revenge                           | Mason "Leo" Treadwell        | 4 Episodis                                                                                |
| 2012      | Hot in Cleveland                  | Jimmy                        | Episodi: "Claus, Tails & High-Pitched Males: Birthdates 3"                                |
| 2012      | Political Animals                 | Barry Harris                 |                                                                                           |
| 2012      | Grimm                             | Konstantine Brinkerhof       | Episodi: "Big Feet"                                                                       |
| 2012      | Perception                        |                              | Episodi: "Messenger"                                                                      |
| 2012      | Law & Order: Special Victims Unit | Adam Cain                    | Episodi: "Twenty-Five Acts"                                                               |